# Pescetarisme
Pescetarisme eller pesco-vegetarisme er navnet på en retning inden for vegetarisme, eller en diæt, som udelukker alt kød, undtagen fisk, skal- og krebsdyr.